# 22745 Rikuzentakata
22745 Rikuzentakata este un asteroid din centura principală de asteroizi.

## Descriere
22745 Rikuzentakata este un asteroid din centura principală de asteroizi. A fost descoperit pe 14 octombrie 1998 la Stația Anderson Mesa în cadrul programului LONEOS. Asteroidul prezintă o orbită caracterizată de o semiaxă mare de 2,71 ua, o excentricitate de 0,11 și o înclinație de 13,0° în raport cu ecliptica.